# Tetraeder (Bottrop)

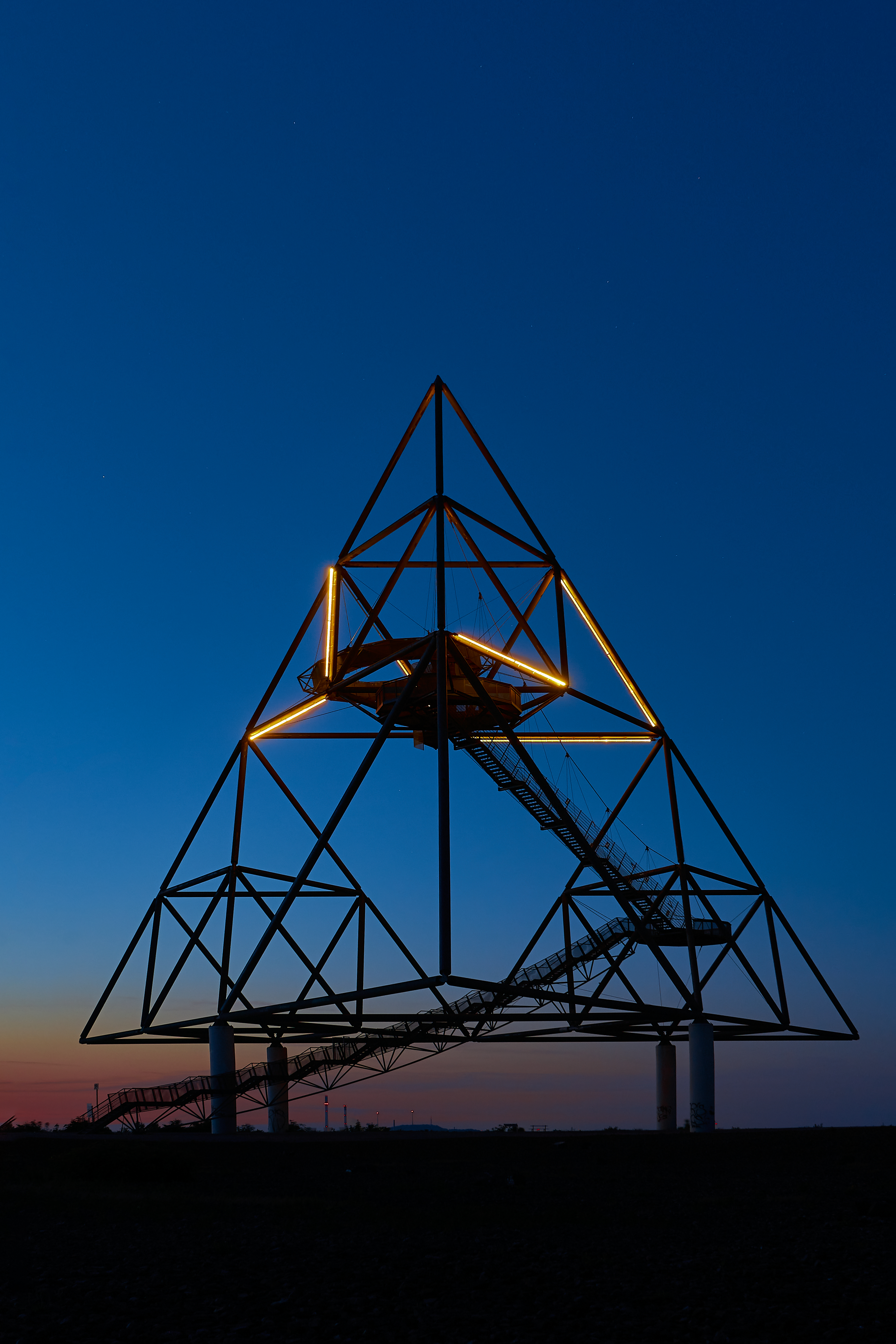
Tetraeder aus Süden zur blauen Stunde mit Lichtinstallation Fraktal

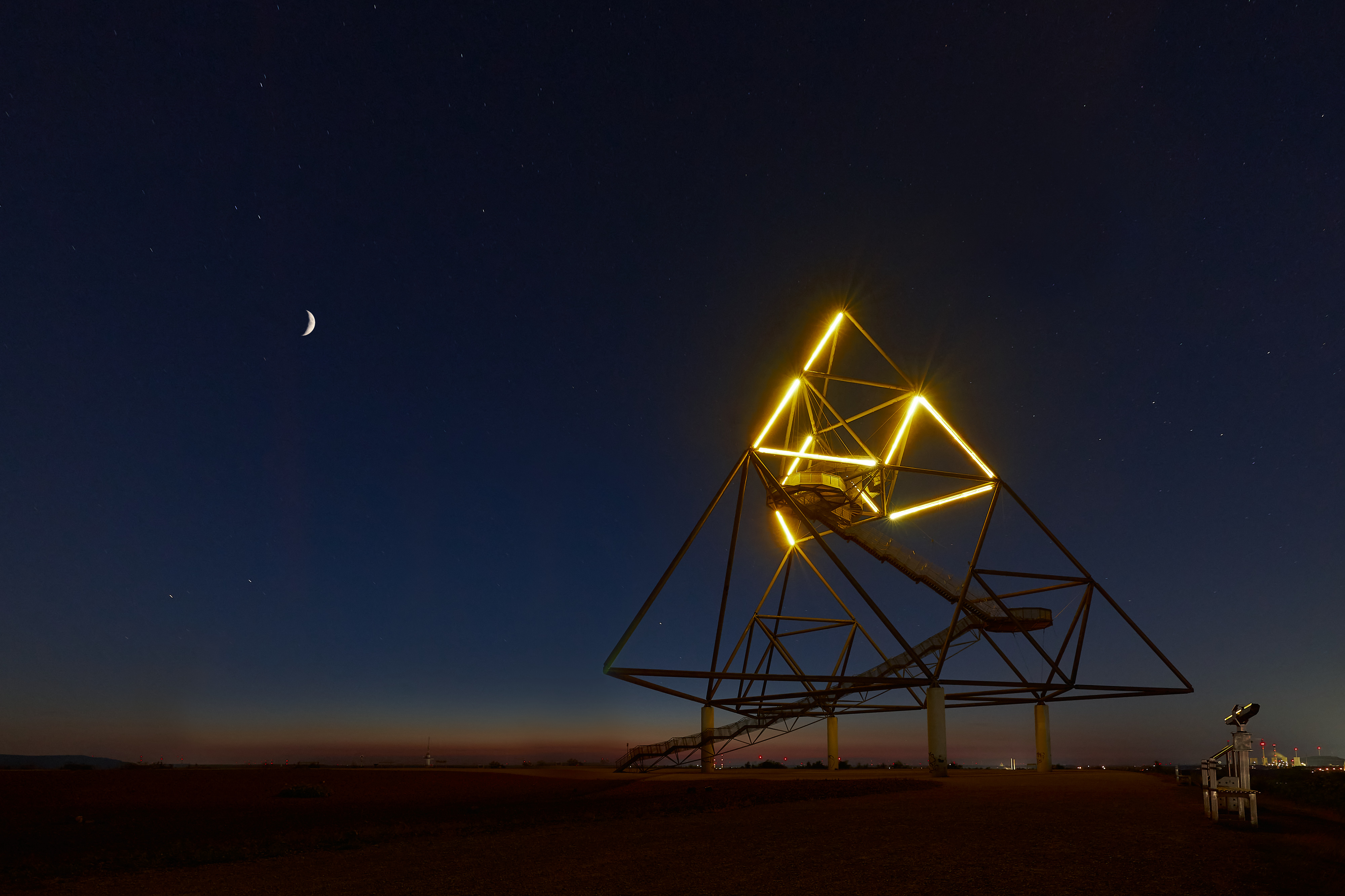
Nachtansicht mit Lichtinstallation Fraktal

Das Haldenereignis Emscherblick, kurz Tetraeder, ist eine begehbare Aussichtsterrasse in Form einer dreiseitigen Pyramide auf der Halde Beckstraße im Bottroper Stadtteil Batenbrock. Die Stahlkonstruktion mit einer Seitenlänge von 60 m ruht auf vier 9 m hohen Betonpfeilern und befindet sich auf der Kuppe der ca. 120 m über NN hohen Halde an der Beckstraße. Die Halde hat eine Prominenz von etwa 90 Metern zum Umgebungsniveau. Bei klarer Sicht kann man das Wahrzeichen der Stadt Bottrop vom Essener Hauptbahnhof aus erkennen. So wie andere Ruhrgebietshalden ist der Tetraeder Teil der Route der Industriekultur.

## Bauwerk
Der Aussichtspunkt wurde als Landmarke der IBA Emscher Park vom Architekten Wolfgang Christ aus Darmstadt in Zusammenarbeit mit dem Tragwerksplaner Klaus Bollinger (Bollinger + Grohmann, Frankfurt) entworfen und von der Rüter GmbH, Dortmund errichtet. Das Haldenereignis Emscherblick wurde am Tag der deutschen Einheit 1995 eröffnet.
Die Konstruktion besteht aus 210 Tonnen Stahl und Rohren mit einer Gesamtlänge von 1500 m. Sie ruht auf vier Stahlbetonsäulen, so dass sie vom Boden abgesetzt ist und besonders nachts, wenn der Tetraeder leuchtet, einen schwebenden Eindruck macht. Der Düsseldorfer Künstler Jürgen LIT Fischer gestaltete die Lichtskulptur Fraktal an der Spitze des Tetraeders. Die Kuppe der Halde wurde nach einem Entwurf von Wolfgang Christ als linsenförmige Vertiefung modelliert, so dass die Industrie- und Stadtlandschaft des nördlichen Ruhrgebietes vom Mittelpunkt der Senke nicht mehr sichtbar ist.
In die Hauptkonstruktion sind Treppen und in verschiedenen Höhen Aussichtsplattformen eingehängt: Die erste Plattform in 18 m Höhe erreicht man über eine als Hängebrücke gebaute Treppe, steil hinauf geht es zur zweiten Plattform in 32 m Höhe. Die dritte Plattform in 38 m Höhe besteht aus einem Ring mit 8 m Durchmesser, welcher eine Neigung von 8° aufweist; sie ist über eine Wendeltreppe zu erreichen. Die Treppen und Podeste sind an Stahlseilen beweglich in der Konstruktion aufgehängt, dadurch kann es bei stärkerem Wind zu Schwankungen kommen. Die Plattformen und Treppen bestehen aus Lichtgittern und Lochplatten mit freiem Blick nach unten.

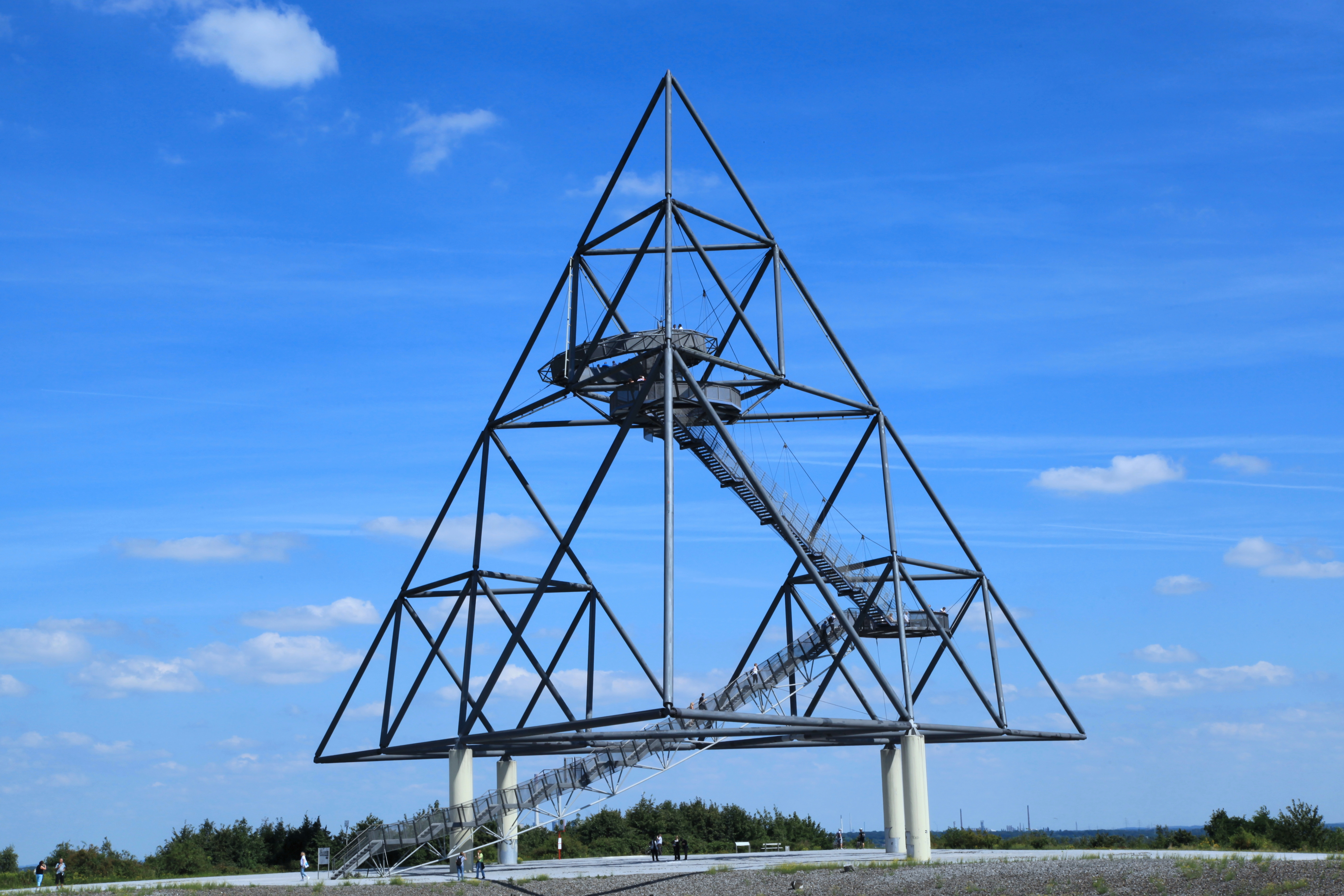
Gesamtansicht mit Besuchern zum Größenvergleich (2012)
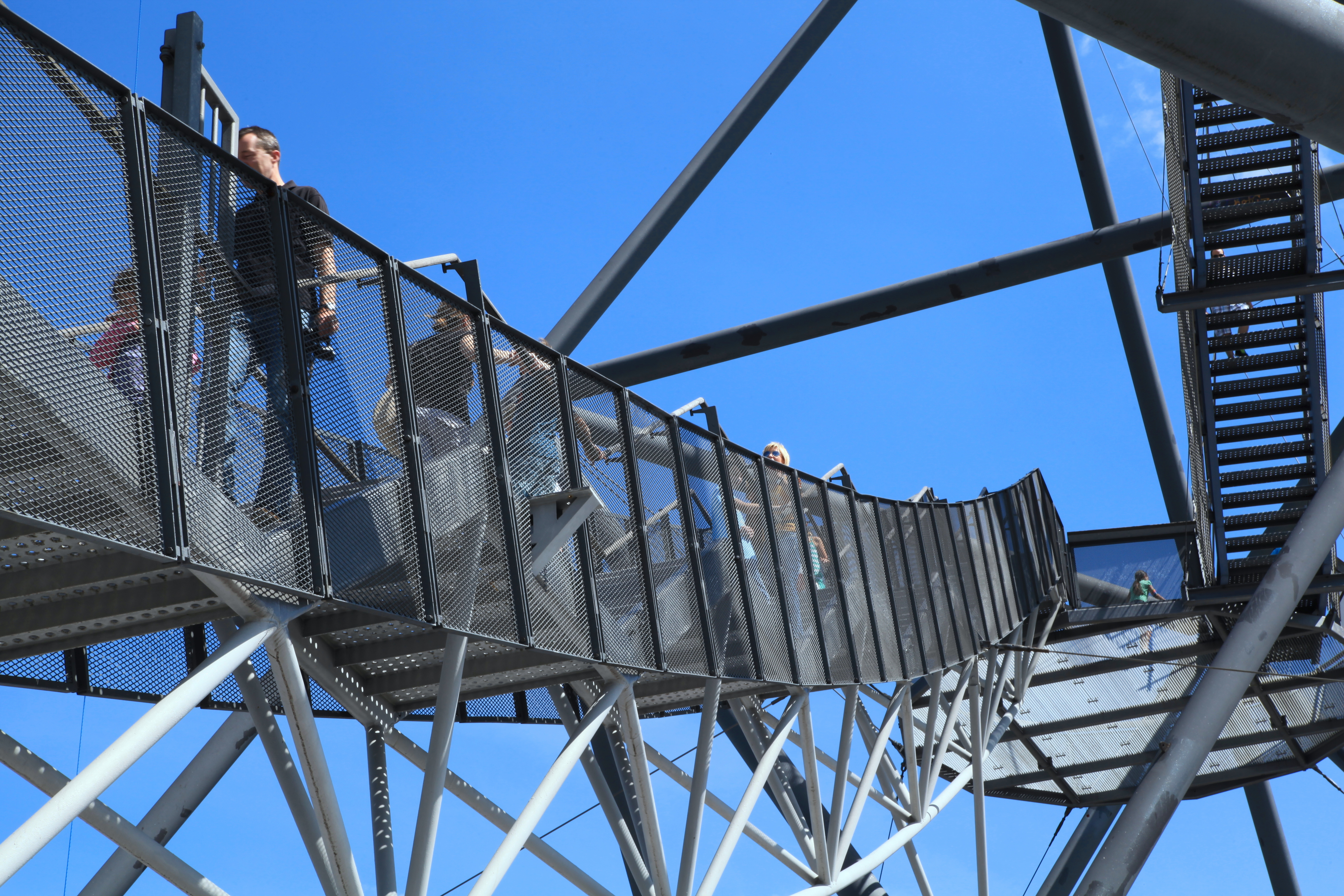
Treppenaufstieg
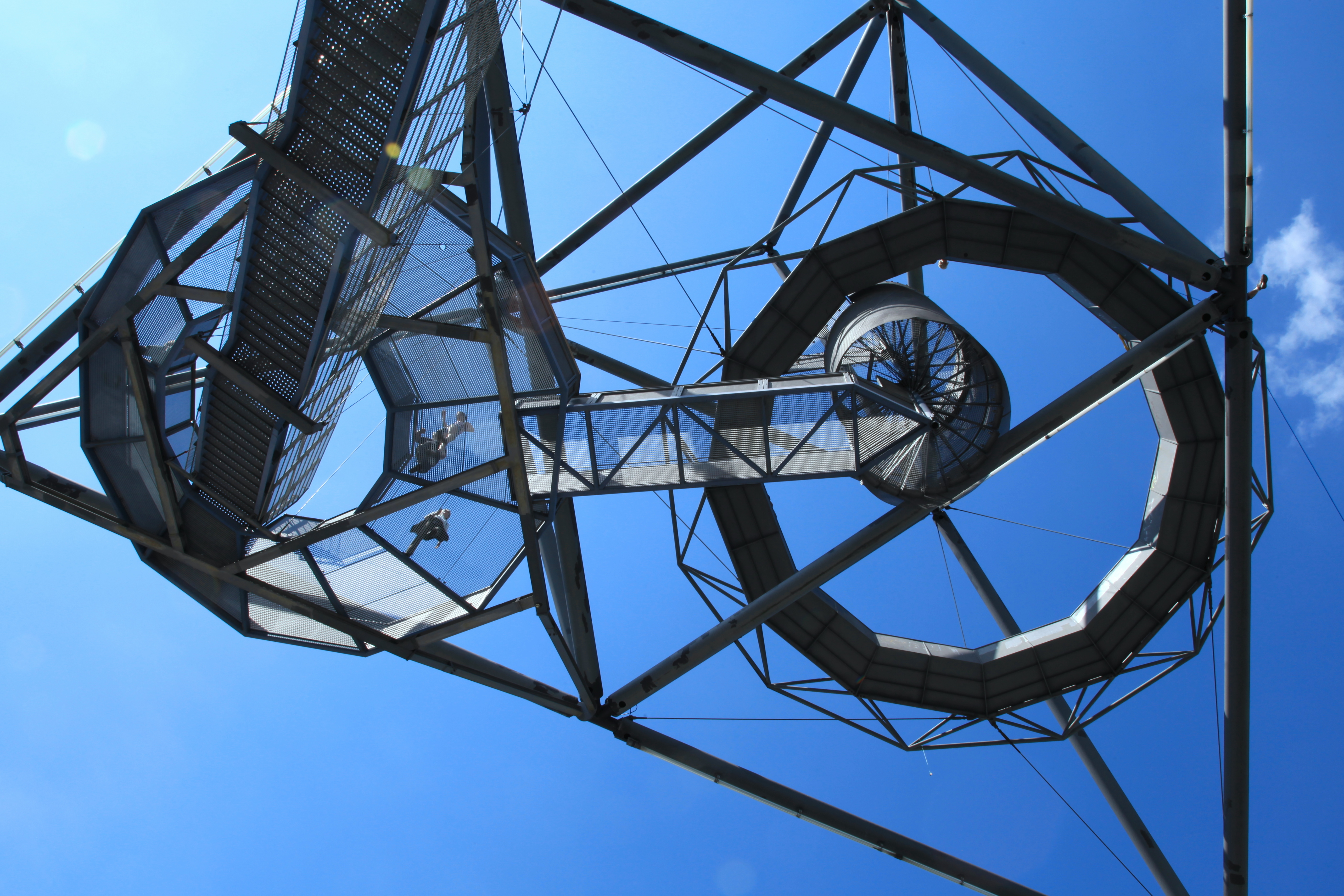
Die Plattformen von unten
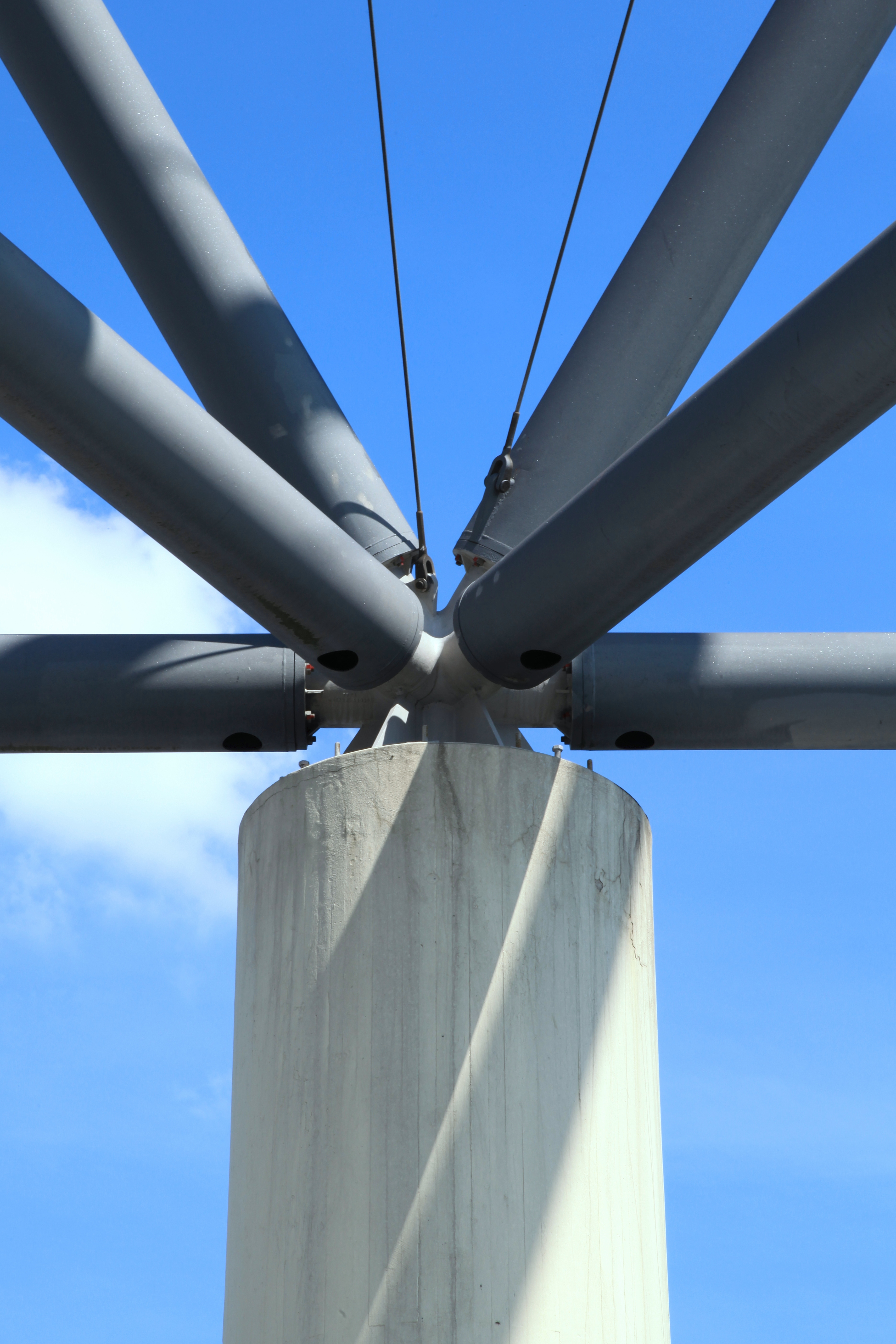
Knoten
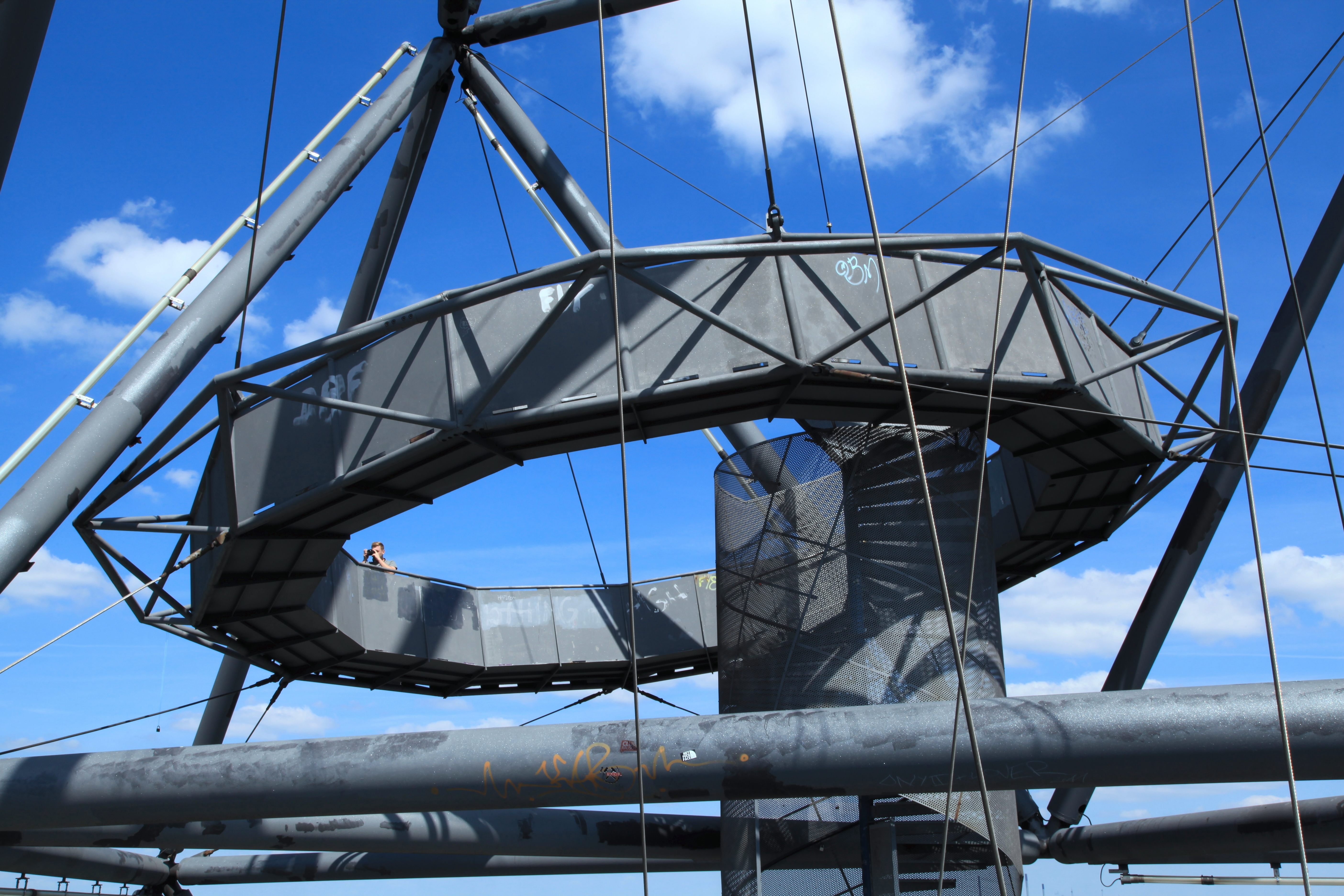
Schräglage der obersten Plattform

## Halde und Landmarke
Die Halde ist durch ein dichtes Wegenetz erschlossen und kann in verschiedenen Steigungswinkeln erklommen werden. Der direkte Weg nach oben führt über eine Treppe mit 387 Stufen. Die Halde besteht aus taubem Gestein.
Der Tetraeder ist aufgrund der exponierten Lage und Höhe eine wichtige Landmarke der Region. Von oben hat man einen weiten Rundblick über das Ruhrgebiet. Vier Panoramatafeln beschreiben die Aussicht. Auf der Nachbarhalde befindet sich das Alpincenter Bottrop. Bei guter Sicht ist der etwa 40 km entfernte Rheinturm in Düsseldorf zu erkennen.

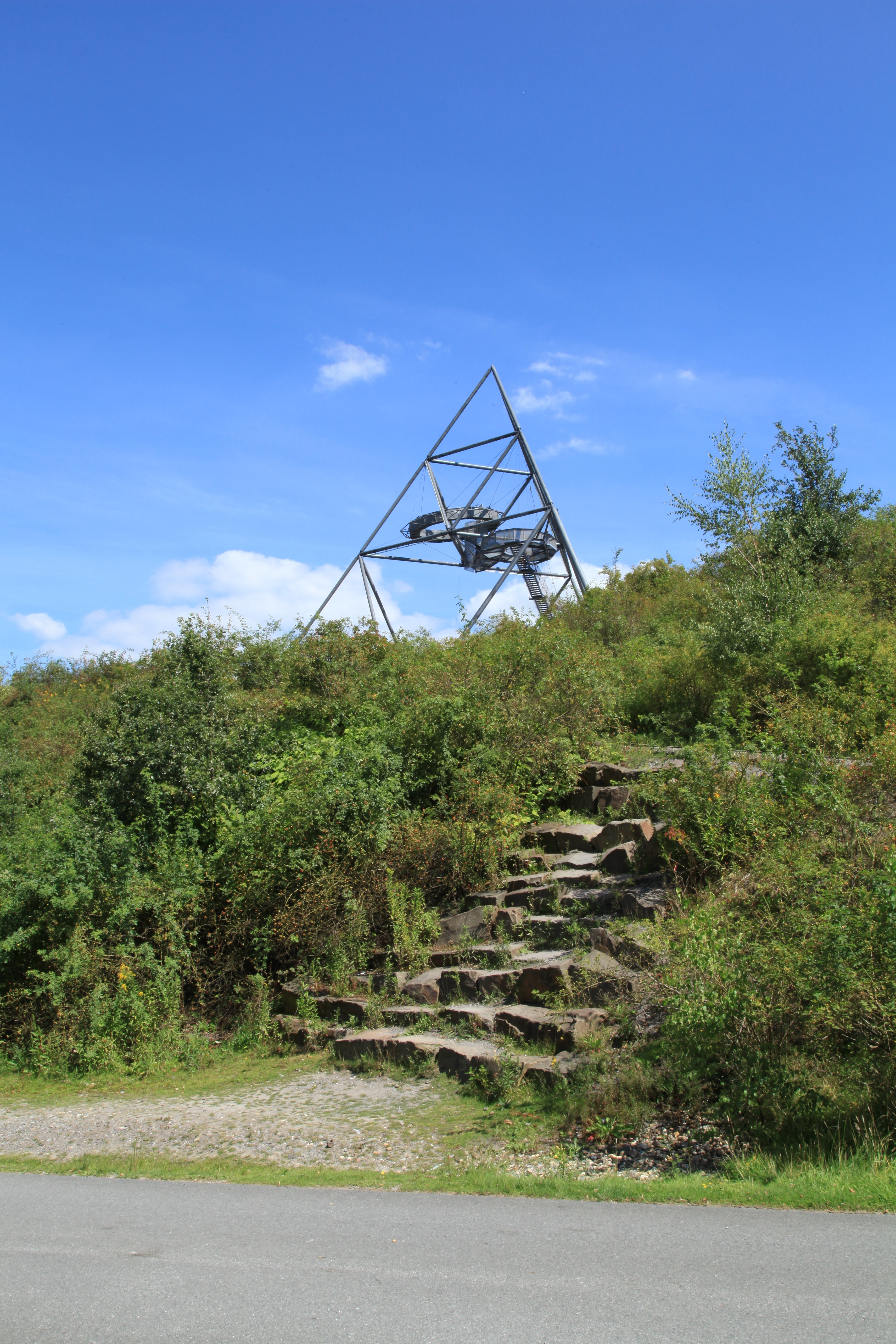
Die letzten Stufen zum Tetraeder
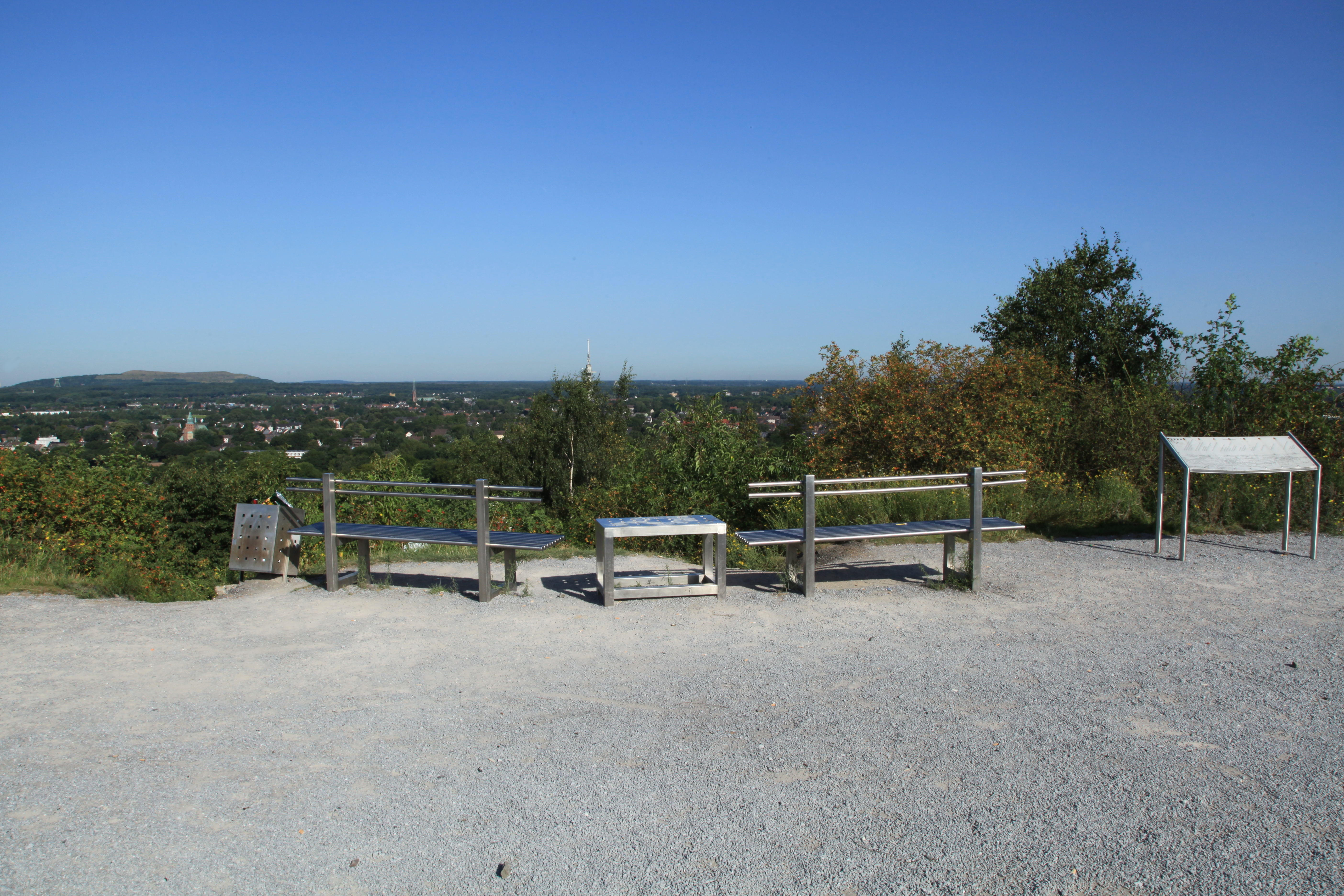
Aussichtspunkt
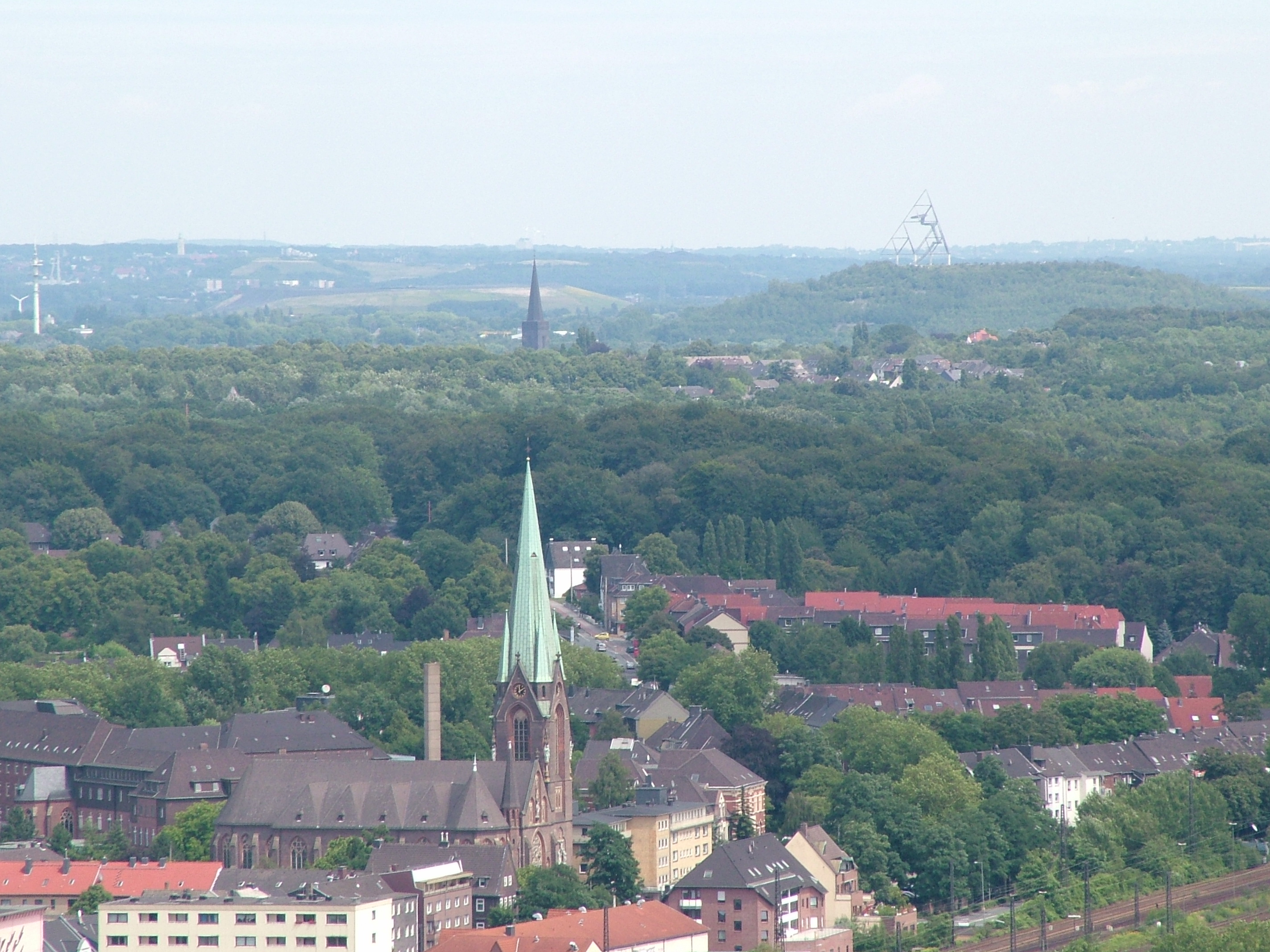
Tetraeder vom Gasometer Oberhausen aus gesehen
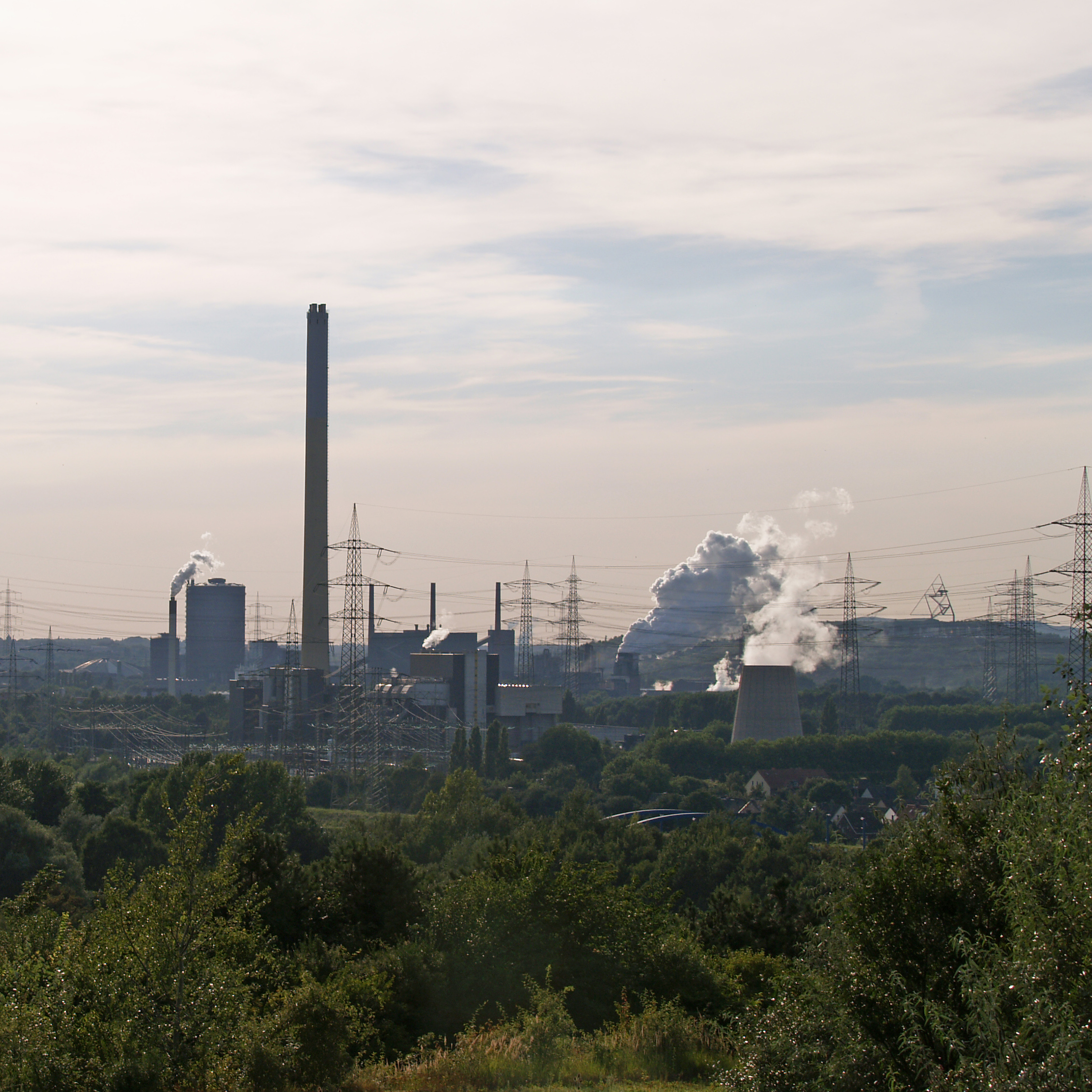
Blick von der Schurenbachhalde über Prosper-Haniel bis zum Tetraeder
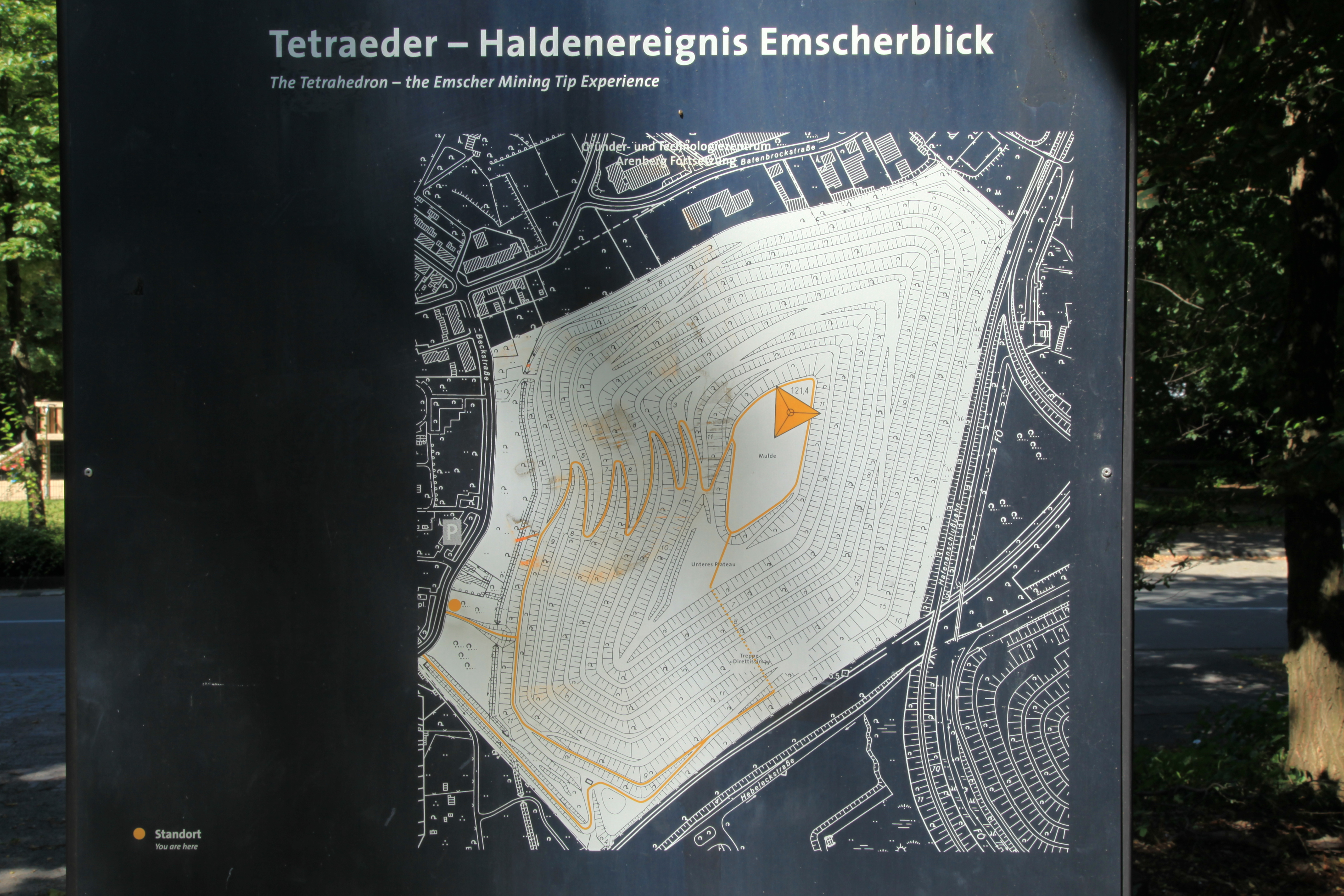
Infotafel zum Haldenereignis Emscherblick
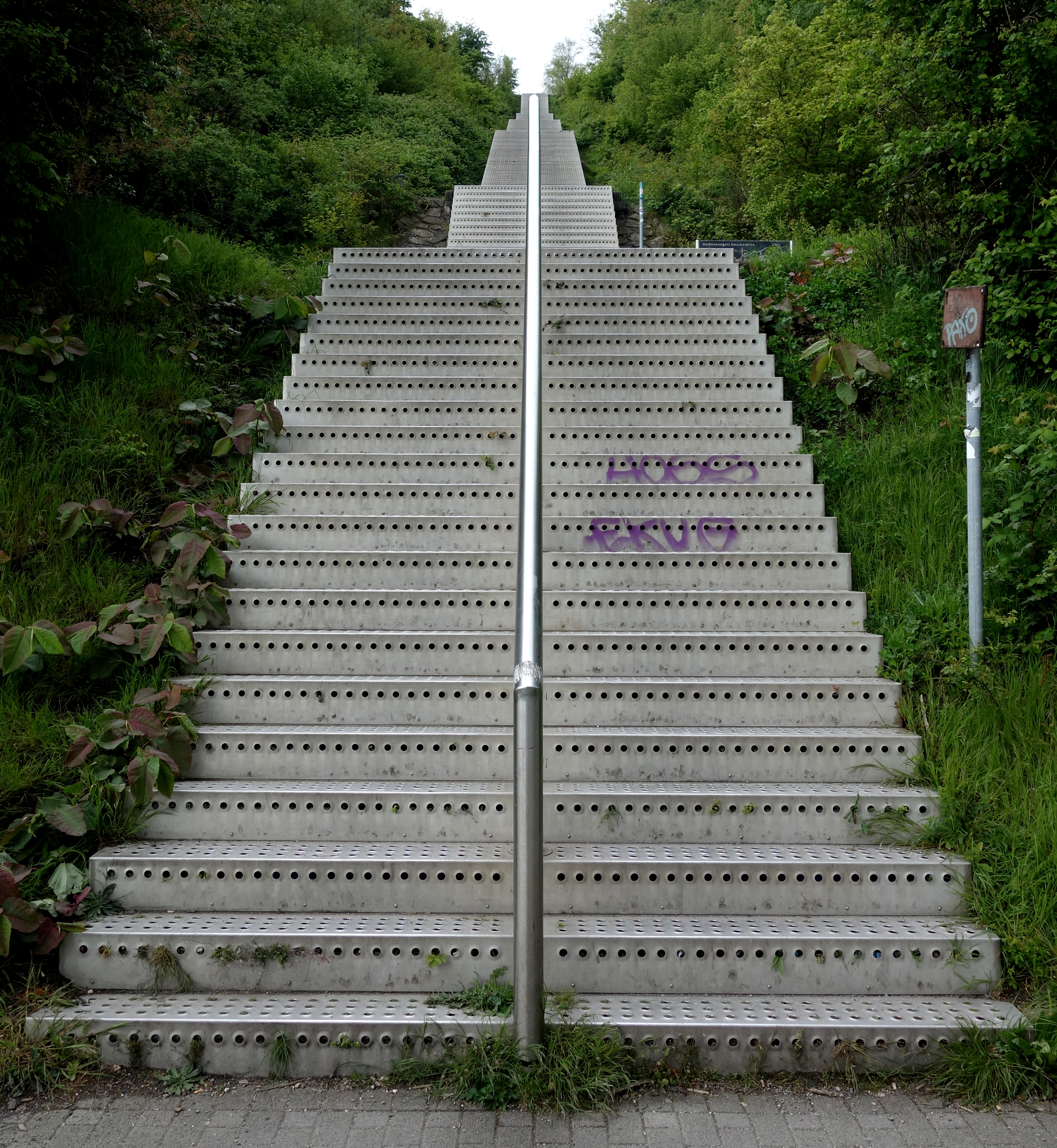
Treppe mit 387 Stufen zum Tetraeder

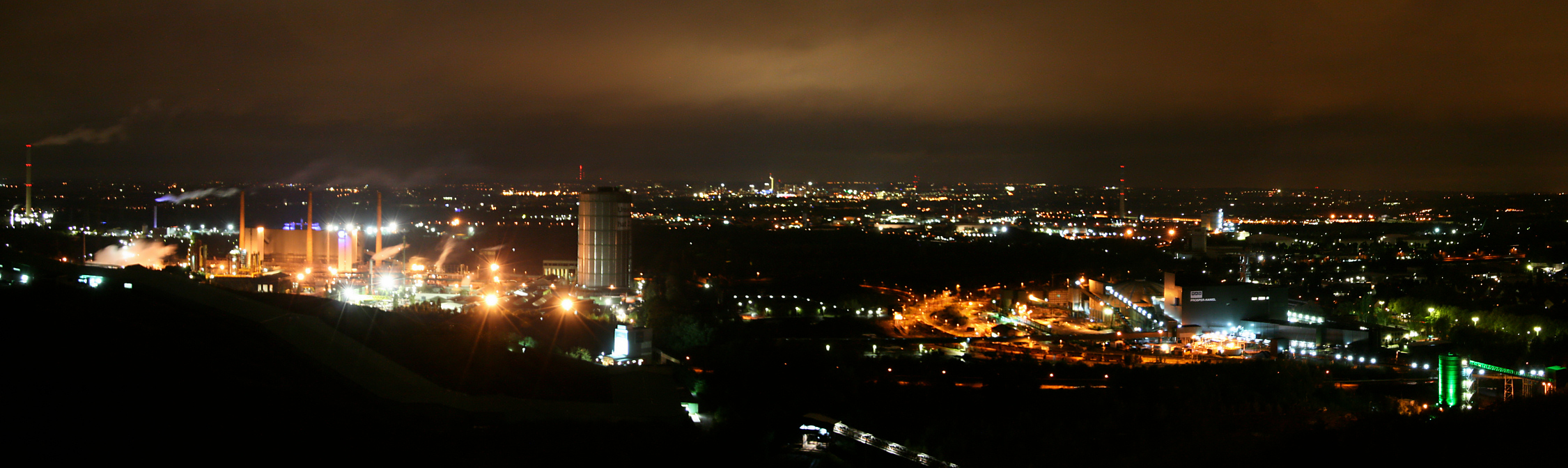
Nächtliche Panorama-Aufnahme vom Tetraeder in Richtung Essen. Im Vordergrund befinden sich die Industrie- und Schachtanlagen Prosper

## Mathematische Struktur

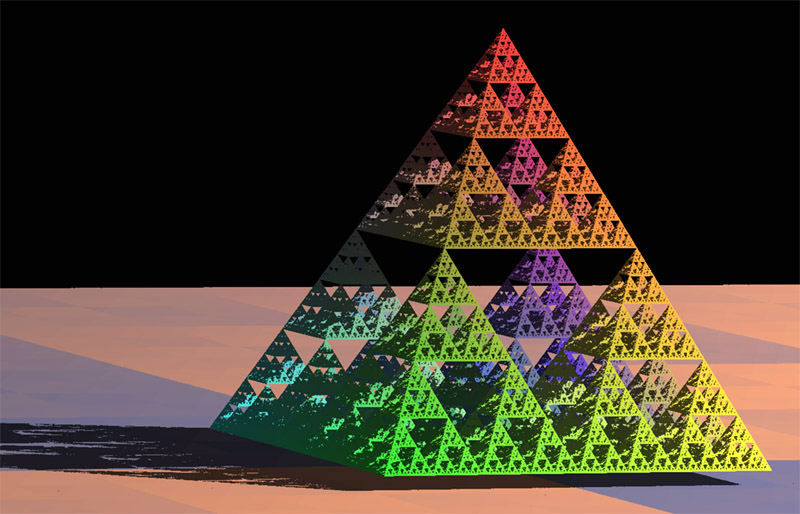
Sierpinski-Pyramide

Das Objekt ähnelt einer Sierpinski-Pyramide, dem dreidimensionalen Analogon des Sierpinski-Dreiecks. Im ersten Schritt wird das Tetraeder in vier kleinere Tetraeder unterteilt, zwischen denen sich in der Mitte ein Oktaeder bildet. Im zweiten Schritt würden diese vier Tetraeder in derselben Weise aufgeteilt werden – in der Skulptur bleibt allerdings einer der drei unteren Tetraeder beim ersten Schritt stehen.

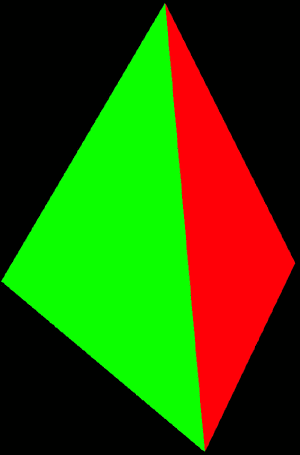
Tetraeder
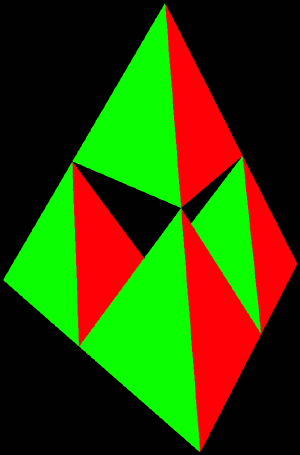
1. Schritt
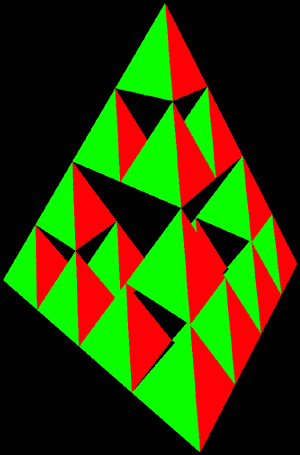
2. Schritt

## Steinarrangements „Aliens“

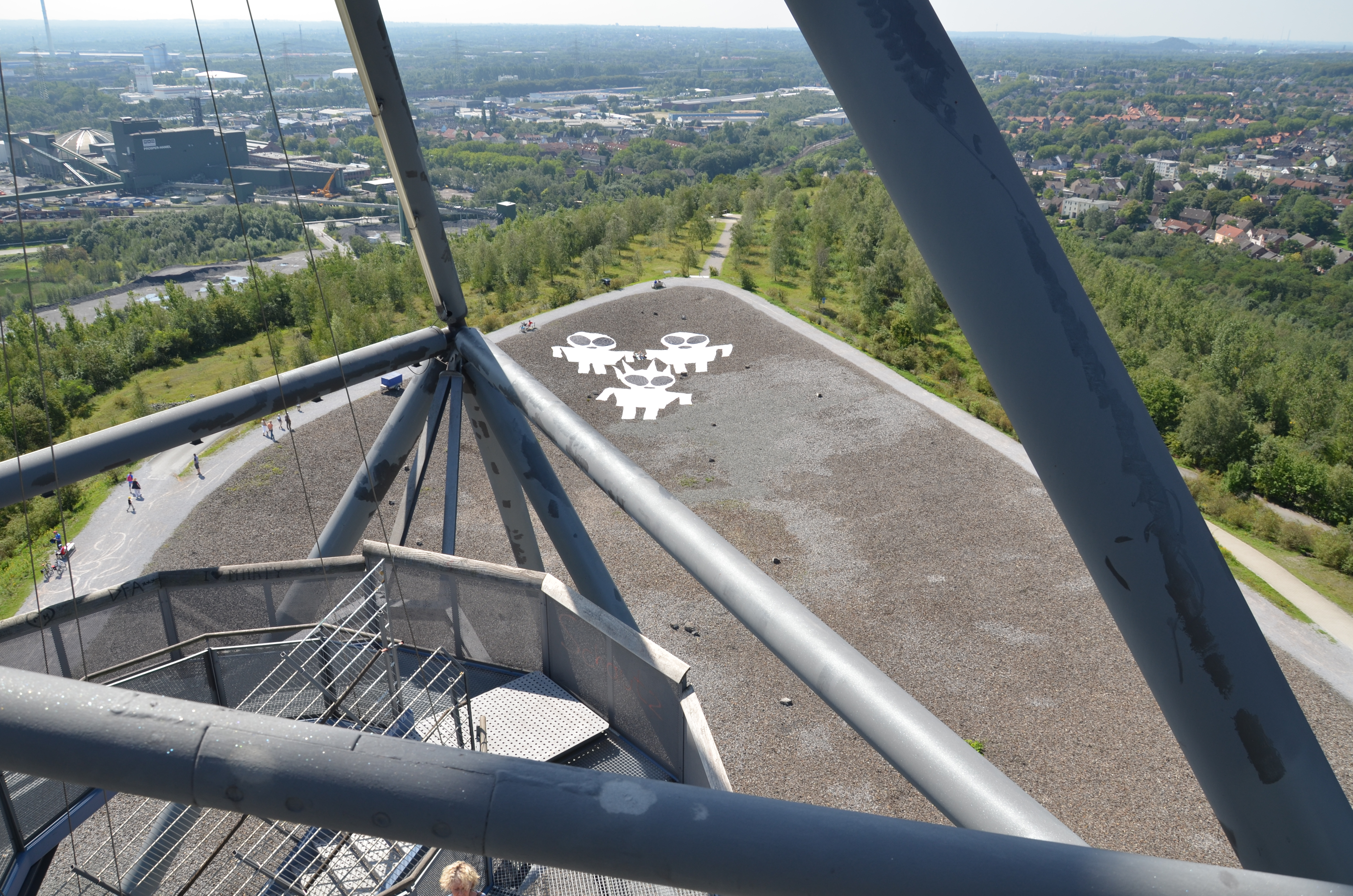
Temporäre Aktion 2011, rechts noch schemenhaft die ursprünglichen Formen erkennbar

Durch Neuarrangieren verschiedenfarbiger Schottersteine legte der Bottroper Fred Fischer von 2004 bis Anfang 2009 unterhalb des Tetraeders mehrere große stereotype Darstellungen von „Außerirdischen“. Nachdem auch andere Landmarken aus der Zeit der IBA Emscher Park, zum Beispiel die Halde Brockenscheidt der Zeche Waltrop mit dem Spurwerkturm des Künstlers Jan Bormann, von Bürgern umgestaltet wurden, forderte der Regionalverband Ruhr im Jahr 2008 ein Gutachten an, nach dessen Aussage dies rechtlich nicht erlaubt war. Nach einer in den öffentlichen Medien leidenschaftlich geführten Debatte um Für und Wider der ungenehmigten Aktionen einzelner Bürger, ließ der Regionalverband Ruhr am 18. Februar 2009 die 'Figuren' unterbaggern.
Im August 2011 ließ Fred Fischer mit Genehmigung des Regionalverbandes Ruhr die Aliens wieder aufleben. Die Aktion ging auf eine Absprache zwischen dem Künstler und dem RVR zurück. Der RVR hatte versprochen, einen anderen Ort für die Kunstinstallation zu finden. Nachdem dies nicht gelungen war, einigte man sich auf eine temporäre Aktion mit Textilbahnen am Originalplatz.

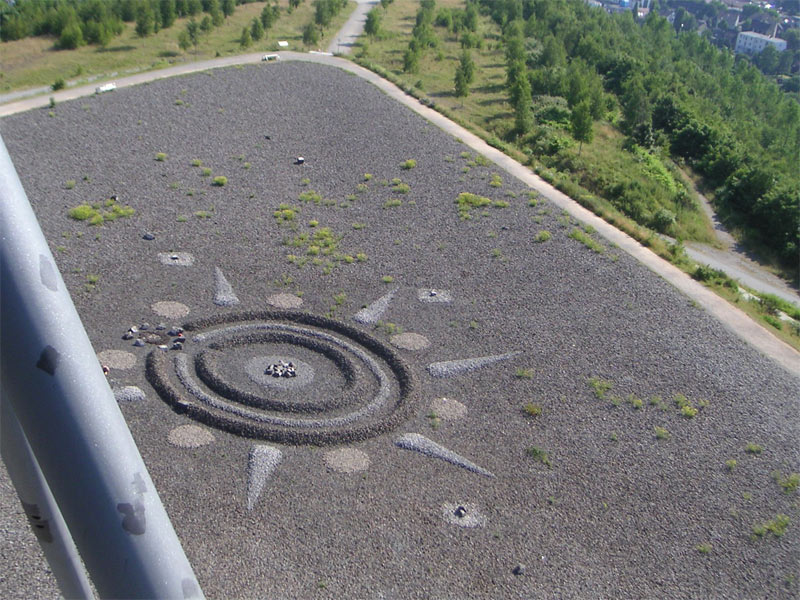
Schotterfläche mit Steinarrangements, 2005
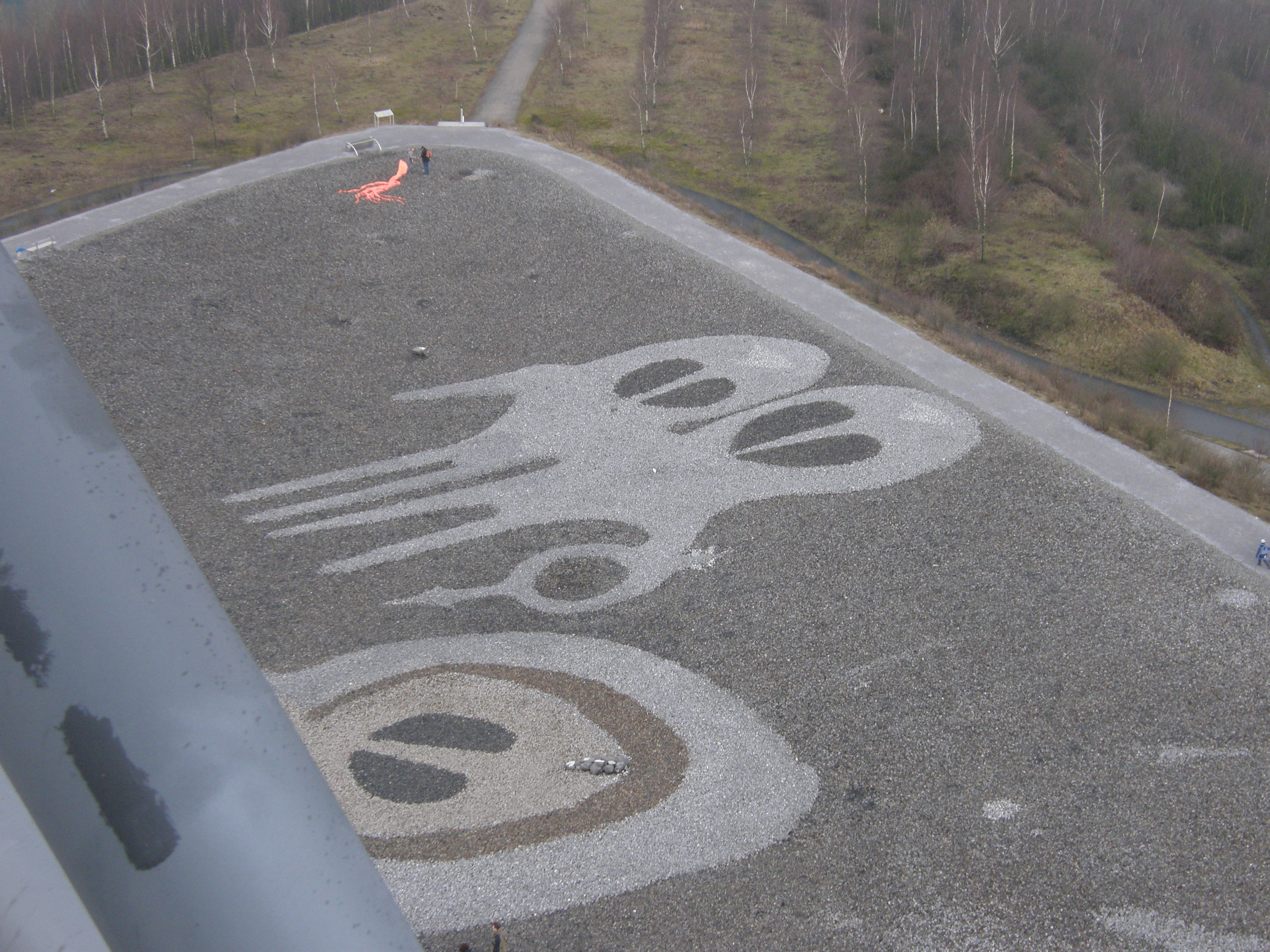
Alien-Steinfiguren im Februar 2009
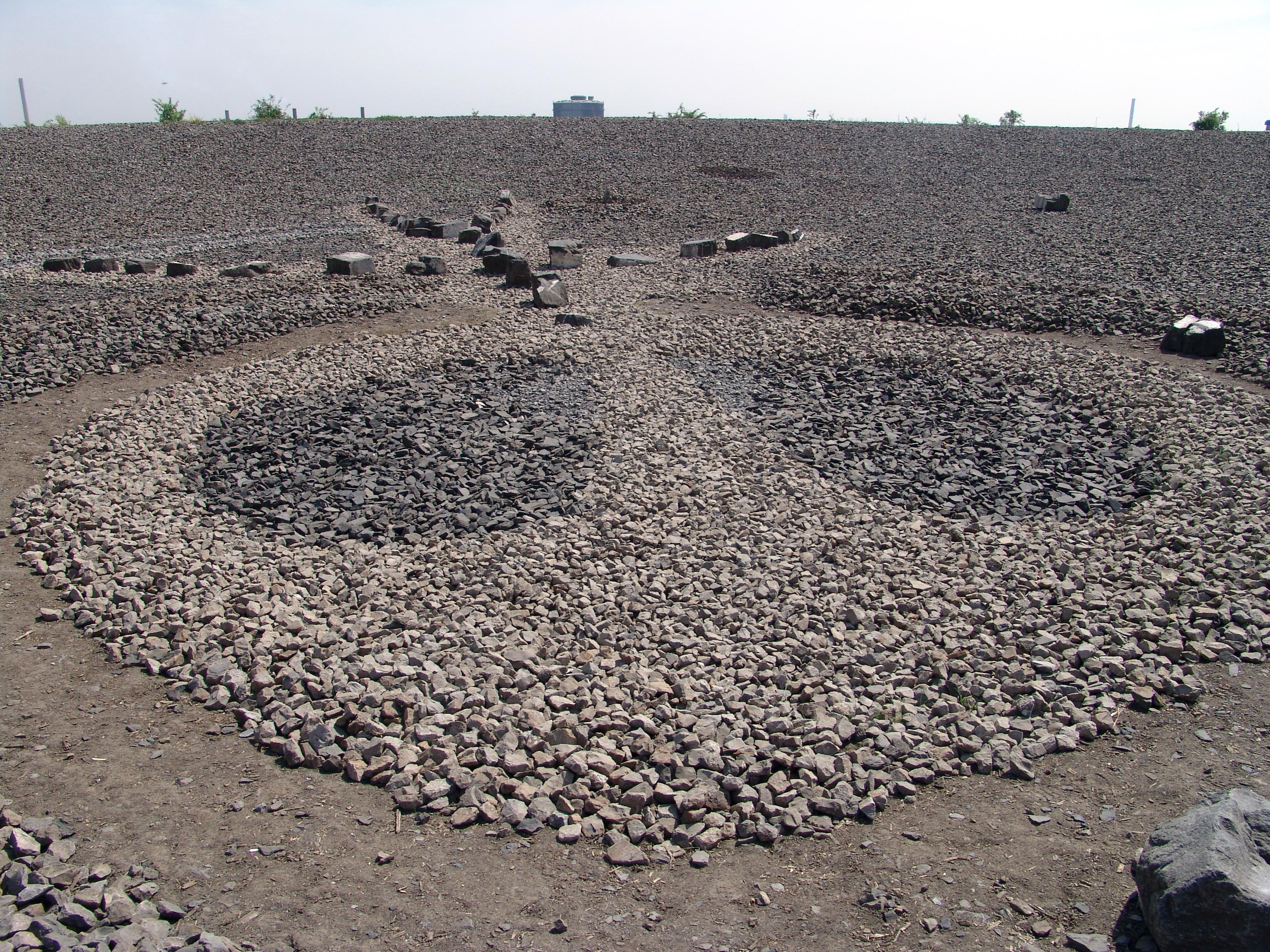
Alienkopf vom Boden aus gesehen, Februar 2009
Schotterfläche nach dem Unterbaggern, Juni 2009

## Der Tetraeder im Film
Der Bottroper Tetraeder ist Schauplatz einiger Szenen in Dietrich Brüggemanns Film Renn, wenn du kannst.
Die Band Ad Infinitum (Band) hat bei ihrem Musikvideo Surrender den Bottroper Tetraeder als Kulisse genutzt.

## Tetraeder Treppenlauf
Der Bottroper Tetraeder Treppenlauf ist ein vom DLV genehmigter Lauf, der seit 2013 jährlich stattfindet und eine maximale Laufstrecke von 11 km mit 1847 Stufen hat.